# Cornelia Fulvia
La lex Cornelia Fulvia va ser una llei romana establerta a proposta dels cònsols Gneu Corneli Dolabel·la i Marc Fulvi Nobílior, que va establir la pena capital pel que comprés amb diners o regals els vots dels poble als comicis.